# ترشک زیبا
ترشک زیبا (نام علمی: Rumex pulcher) نام یک گونه از سرده ترشک است.